# Cratère de Toms Canyon
Le cratère de Toms Canyon est un  cratère d'impact formé par une ou plusieurs météorites qui ont heurté le plateau continental atlantique à environ 160 km à l'est de l'endroit où aujourd'hui se trouve Atlantic City.
Le cratère date du Priabonien (Éocène supérieur), il y a environ 35 millions d'années, et aurait pu être formé par le même événement qui est à l'origine du cratère de la baie de Chesapeake, un cratère de plus grandes dimensions situé à 320 km vers le sud-ouest à l'embouchure de la Baie de Chesapeake, et datant aussi du Priabonien.
Les profils de sismique réflexion, étudiés par les chercheurs de l'USGS, montrent que le cratère a été formé par un ou plusieurs objets qui, heurtant le sol en provenance du sud-ouest selon un angle d'incidence fermé, ont formé un cratère ovale allongé.  Depuis l'impact, les sédiments ont partiellement rempli le cratère, lui conférant sa forme triangulaire actuelle.